# Klostermansfeld
Klostermansfeld es un municipio situado en el distrito de Mansfeld-Südharz, en el estado federado de Sajonia-Anhalt (Alemania), a una altitud de 250 metros. Su población a finales de 2015 era de unos 2400 habitantes y su densidad poblacional, 270 hab/km².